# Pjevalovac
Pjevalovac (szerbül: Пјеваловац), település Bosznia-Hercegovinában, Derventa községben, a Szerb Köztársaság északi régiójában. 

## Fekvése
A település Bosznia-Hercegovina északi részén, Dobojtól légvonalban 39, közúton 52 km-re északnyugatra, községközpontjától légvonalban 7, közúton 13 km-re északnyugatra, a Száva jobb partján és a tőle délre fekvő dombvidéken, 125-214 méteres magasságban található. A település a Derventa—Kobaš út mentén húzódik.

## Népessége
| Nemzetiségi csoport | Népesség 1991 | Népesség 2013 |
| ------------------- | ------------- | ------------- |
| Szerb               | 108           | 55            |
| Bosnyák             | 1             | 1             |
| Horvát              | 208           | 9             |
| Jugoszláv           | 19            | 0             |
| Egyéb               | 2             | 0             |
| Összesen            | 338           | 65            |

## Története
A település 1878-ig tartozott az Oszmán Birodalomhoz, ekkor a berlini kongresszus határozata alapján az Osztrák-Magyar Monarchia része lett. 1879-ben az első osztrák-magyar népszámlálás során a Derventi járáshoz tartozó településnek 22 háztartása, 72 ortodox és 39 római katolikus lakosa volt. 1910-ben a Derventai járáshoz tartozó településen 46 háztartást, 66 ortodox, 191 római katolikus és 1 evangélikus lakost találtak. A monarchia szétesésével 1918-ban előbb a Szerb-Horvát-Szlovén Királyság, majd 1929-től a Jugoszláv Királyság része lett. 1921-ben a Derventai járáshoz tartozó településnek 276 lakosa volt, közülük 51 ortodox szerb, 215 római katolikus és 10 görög katolikus volt. Az 1929-es törvény értelmében, amikor Bosznia-Hercegovinát négy banovinára, Drinskára, Vrbaskára, Zetskára és Primorskára osztották, a település a Vrbaska banovina (Orbászi bánság) része lett, amelynek székhelye Banja Luka volt. 1939-ben a közigazgatás átszervezésével a Hrvatska banovina (Horvát Bánság) része lett.
A második világháborúban Jugoszlávia megszállása után a Független Horvát Állam (NDH) része lett. A második világháború után 1992-ig a település a szocialista Jugoszlávia keretében a Bosznia-Hercegovinai Népköztársaság része volt. A boszniai háború során a falu horvát lakosságát elűzték, templomukat lerombolták. A boszniai háborút lezáró daytoni békeszerződés rendelkezése alapján az ország területét felosztották a Bosznia-hercegovinai Föderáció és a boszniai Szerb Köztársaság között. A békeszerződés utáni területmegosztási megállapodás értelmében a település Derventa község részeként a Boszniai Szerb Köztársasághoz került.